# Sam’s Town
Sam’s Town ist das zweite Album der amerikanischen Rockband The Killers. Es wurde im Oktober 2006 von Island veröffentlicht.

## Entstehungsgeschichte
Sänger Brandon Flowers sagte, Sam’s Town könne als Ausdruck seines Werdeganges verstanden werden. Im Gegensatz zu Hot Fuss sei kein Auto-Tune mehr eingesetzt worden. Der Titel des Albums ist von einem Kasino in Las Vegas abgeleitet.
Artwork
Das als Cover verwendete Foto stammt von Anton Corbijn. Er sagte, die Band hätte zunächst an einen „modischen Zigeuner-Look“ gedacht, in verschiedenen Gesprächen seien dann die „Aspekte von vergangenem Ruhm“ hinzugekommen. Die Frau auf dem Cover ist Model und Sängerin Felice LaZae.
Im Booklet werden Fotos von Flood in der Kleidung amerikanischer Ureinwohner sowie Bilder von Suzanne Hackett-Morgan, einer Malerin aus der Metropolregion Las Vegas, verwendet.

## Titelliste
Alle Titel produziert von Flood, Alan Moulder und The Killers.
1. Sam’s Town – 4:06
2. Enterlude – 0:49
3. When You Were Young – 3:40
4. Bling (Confession of a King) – 4:08
5. For Reasons Unknown – 3:32
6. Read My Mind – 4:06
7. Uncle Jonny – 4:25
8. Bones – 3:47
9. My List – 4:08
10. This River Is Wild – 4:38
11. Why Do I Keep Counting – 4:24
12. Exitlude – 2:20

## Mitwirkende

### Band
- Gesang, Keyboard, Bass: Brandon Flowers
- Leadgitarre, Hintergrundgesang: Dave Brent Keuning
- Schlagzeug, Perkussion: Ronnie Vannucci Jr.
- Bass, Rhythmusgitarre, Hintergrundgesang: Mark Stoermer

### Zusätzliche Musiker
- Adrina Hanson – Streicher
- Maryam Haddad – Streicher
- Tristan Moyer – Streicher
- Tommy Marth – Saxophon
- Neeraj Khajanchi – Posaune
- Corlene Byrd – Hintergrundgesang
- Louis XIV – Hintergrundgesang
- Ted Sablay – Keyboard und Gitarre auf Tour

### Produktion
- Max Dingel – Tontechniker
- Flood – Produzent, Tontechniker, Mixer
- Mark Gray – Tontechniker
- Alan Moulder – Produzent, Tontechniker, Mixer
- Paul Resta – Marketing
- Robert Reynolds – Management
- Andy Savours – Mixer
- Howie Weinberg – Mastering

### Design
- Andy West – Design
- Suzanne Hackett Morgan – Artwork
- Anton Corbijn – Fotografie
- Doug Joswick – Verpackungsdesign

## Rezeption

### Rezensionen
Nach der Erstveröffentlichung erhielt Sam’s Town gleichermaßen gute und mittlere Rezensionen, aber auch wenige schlechte Bewertungen, etwa von der New York Times und dem Rolling Stone.
In einem Ranking der „besten Alben des Jahrzehnts“ von Q belegte das Album Platz 11, die Leser des Rolling Stone wählten es zum „am meisten unterschätzen Album der Dekade“.

### Preise
| Jahr | Preis                 | Kategorie                | Ergebnis  |
| ---- | --------------------- | ------------------------ | --------- |
| 2007 | BRIT Awards           | Best International Album | Gewonnen  |
| 2007 | MTV Australia Awards  | Album of the Year        | Nominiert |
| 2007 | Shockwaves NME Awards | Best Album               | Nominiert |

| Jahr | Publikation   | Land | Auszeichnung                                    | Platzierung |
| ---- | ------------- | ---- | ----------------------------------------------- | ----------- |
| 2010 | Q             | UK   | Q Artists and Albums of the 21st Century        | 11          |
| 2010 | Rolling Stone | US   | Most Underrated Album of the Decade (Leserwahl) | 1           |

### Chartplatzierungen
| ChartsChartplatzierungen       | Höchstplatzierung | Wochen |
| ------------------------------ | ----------------- | ------ |
| Deutschland (GfK)              | 6 (19 Wo.)        | 19     |
| Österreich (Ö3)                | 5 (15 Wo.)        | 15     |
| Schweiz (IFPI)                 | 9 (8 Wo.)         | 8      |
| Vereinigte Staaten (Billboard) | 2 (42 Wo.)        | 42     |
| Vereinigtes Königreich (OCC)   | 1 (126 Wo.)       | 126    |

| ChartsJahrescharts (2006)      | Platzierung |
| ------------------------------ | ----------- |
| Vereinigte Staaten (Billboard) | 95          |
| Vereinigtes Königreich (OCC)   | 12          |

| ChartsJahrescharts (2007)      | Platzierung |
| ------------------------------ | ----------- |
| Vereinigte Staaten (Billboard) | 80          |
| Vereinigtes Königreich (OCC)   | 24          |

### Auszeichnungen für Musikverkäufe
| Land/Region                  | Auszeichnungen für Musikverkäufe (Land/Region, Auszeichnung, Verkäufe) | Verkäufe    |
| ---------------------------- | ---------------------------------------------------------------------- | ----------- |
| Argentinien (CAPIF)          | Gold                                                                   | 20.000      |
| Australien (ARIA)            | 3× Platin                                                              | 210.000     |
| Belgien (BRMA)               | Gold                                                                   | 25.000      |
| Dänemark (IFPI)              | Gold                                                                   | 20.000      |
| Deutschland (BVMI)           | Gold                                                                   | 150.000     |
| Europa (IFPI)                | Platin                                                                 | (1.000.000) |
| Irland (IRMA)                | 4× Platin                                                              | 60.000      |
| Kanada (MC)                  | 3× Platin                                                              | 300.000     |
| Neuseeland (RMNZ)            | 2× Platin                                                              | 30.000      |
| Russland (NFPF)              | Gold                                                                   | 10.000      |
| Vereinigte Staaten (RIAA)    | 2× Platin                                                              | 2.000.000   |
| Vereinigtes Königreich (BPI) | 5× Platin                                                              | 1.580.000   |
| Insgesamt                    | 5× Gold · 20× Platin ·                                                 | 4.405.000   |

Hauptartikel: The Killers/Auszeichnungen für Musikverkäufe